# Else Falk
Else Falk (* 25. April 1872 als Elise Wahl in Barmen; † 8. Januar 1956 in São Paulo) war eine deutsche Frauenrechtlerin und Sozialpolitikerin in der Weimarer Republik. Sie war Gründerin und aktives Mitglied von Kölner Frauen- und Wohlfahrtsvereinen und Förderin von zahlreichen sozialen Projekten. Von 1919 bis 1933 war sie Vorsitzende des Stadtverbandes Kölner Frauenvereine. Aufgrund ihrer jüdischen Religionszugehörigkeit wurde sie am 22. März 1933 gezwungen, den Vorsitz des Stadtverbandes niederzulegen.

## Leben und Wirken
Else Wahl wurde als viertes von sieben Kindern des jüdischen Kommerzienrats Hermann Wahl und seiner Frau Henny in Barmen geboren. Der Vater führte hier das Textilgeschäft S & R Wahl, war Förderer der Barmer Bergbahn und Begründer der örtlichen Synagogengemeinde. Im Alter von 22 Jahren heiratete Else in Barmen den Bergheimer Juristen Bernhard Falk. Nach Zulassung ihres Ehemanns am Kölner Oberlandesgericht zog die Familie 1898 nach Köln (Christophstraße 39). Die Familie verkehrte in den Kreisen des rheinischen assimilierten Judentums, unter anderem im Central-Verein deutscher Staatsbürger jüdischen Glaubens von 1893. Ihr Ehemann engagierte sich im Nationalliberalen Verein zu Coeln und wurde 1908 in den Kölner Stadtrat gewählt.
Vor dem Ersten Weltkrieg setzte sich Else Falk – gemeinsam mit Rosa Bodenheimer, Mathilde von Mevissen und Klara Caro – in der Kölner Ortsgruppe des Preußischen Landesverbandes für Frauenstimmrecht für das Wahlrecht der Frauen ein. Im Jahr 1914 wurde Else Falk als Schatzmeisterin der Nationalen Frauengemeinschaft gewählt. Im Ersten Weltkrieg initiierte sie zahlreiche soziale Projekte, insbesondere um die Not von Kriegsversehrten und Witwen mit ihren Kindern zu lindern. So richtete sie 1918 die erste öffentliche Kölner Kriegsblindenbibliothek ein und leitete eine Schusterwerkstatt, um Kriegsinvaliden ein Einkommen zu sichern. Um den Bestand an Büchern für die Blindenbibliothek zu vergrößern, stanzte sie mit einer Gruppe von Frauen Bücher in Brailleschrift aus.

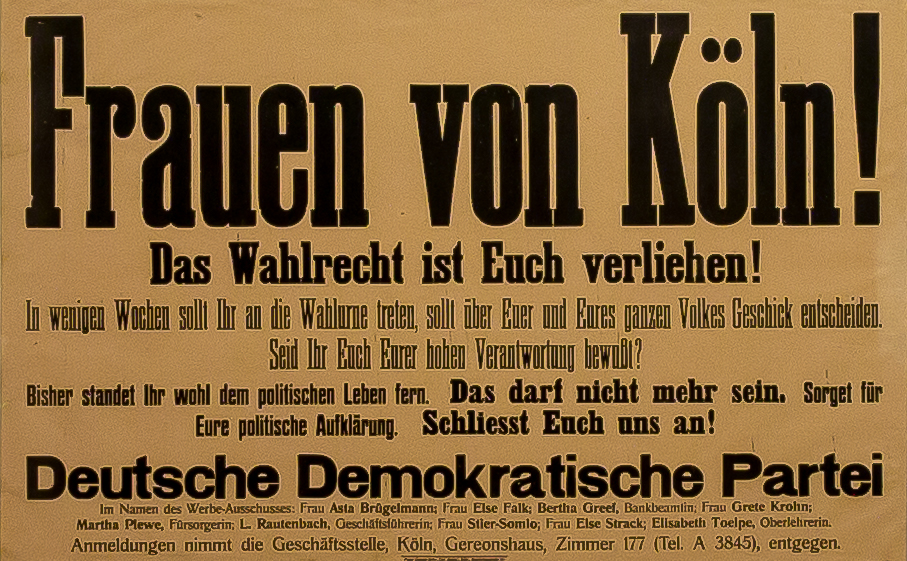
Aufruf der Deutschen Demokratischen Partei für die Durchsetzung des Frauenwahlrechtes, unterzeichnet u. a. von Else Falk (1919)

Im Jahr 1919 wurde sie als Vorsitzende des Stadtverbandes Kölner Frauenvereine gewählt, indem bis zu 20.000 Kölner Frauen organisiert waren, eine Funktion, die sie bis März 1933 ausüben sollte. Sie gehörte zum Organisationskomitee, das 1921 die Reichstagung des Bundes Deutscher Frauenvereine im Kölner Gürzenich ausrichtete.
Während der Hyperinflation organisierte sie nach dem Abzug der Quäker, die nach dem Ersten Weltkrieg in Köln halfen, die Lebensmittelversorgung sicherzustellen, in der Vereinigung für Kinderspeisungen im Stadtverbandes die Essensausgabe, um notleidende Familien mit Essen zu versorgen. Durch die Hyperinflation verarmten große Teile der Kölner Bevölkerung. Um die Not insbesondere der verarmten Witwen notdürftig zu lindern, setzte sie sich für den Bau von Wohnungen für Kleinrentnerinnen sein. In den folgenden zehn Jahren wurden auf ihre Initiative hin vier Altenheime errichtet. Im Jahr 1923 engagierte sie sich – gemeinsam mit Josephine Erkens – für die Einrichtung der Kölner Frauenwohlfahrtspolizei. Diese eher sozial ausgerichtete Einrichtung besaß in Köln ein Ladengeschäft, in dem für die sozialen Hilfsangebote geworben wurde. Neben Kölner Frauen versahen auch englische Beamtinnen den Dienst in der ersten Frauenwohlfahrtspolizei in der britischen Besatzungszone.
Ab 1925 gab Else Falk gemeinsam mit Alice Neven DuMont das Nachrichtenblatt des Stadtverbandes Kölner Frauenvereine heraus, das als Wochenbeilage im Kölner Stadt-Anzeiger über frauenspezifische Themen und Veranstaltungen informierte. Im selben Jahr gründete sie die Kölner Ortsgruppe des 5. Wohlfahrtsverbandes und übernahm 1930 den Vorsitz dieses Zusammenschlusses von Kölner Institutionen der freien Wohlfahrtspflege.
In der zweiten Hälfte der 1920er Jahre widmete sich Else Falk der Fürsorge für berufstätige Mütter. Wenig bemittelten, erschöpften und überarbeiteten Frauen sollte in Mütterkuren die Möglichkeit gegeben werden, sich zu erholen. Zu diesem Zweck gründete sie den Verein für Müttererholung und Mütterschulung und die Örtliche Erholungsfürsorge für Mutter und Kind. Der Bau verschiedener Einrichtungen, wie das Erholungsheim für Berufstätige in Hummelsheim (1927) und das Berufsfrauenhaus in der Bornheimer Straße 4 in Köln-Zollstock (1930) gehen auf ihre Initiative zurück. In Köln-Brück wurden Erholungsgärten für die Frauen eingerichtet. Um ihr Engagement für die Frauenfürsorge zu würdigen, wurde das Wohnheim für berufstätige Frauen in Zollstock kurze Zeit nach der Einweihung in Else-Falk-Haus umbenannt. Bereits 1927 unterstützte sie Hertha Kraus bei der Einrichtung der Alten- und Siechenheime Riehler Heimstätten, die aus ehemaligen Kasernengebäuden hergerichtet wurden.
Ein weiteres Anliegen von Else Falk war der Kampf gegen Alkoholmissbrauch, da er in vielen Arbeiterfamilien die Ursache für häusliche Gewalt und für weitere Verarmung war. Sie war 1927 Mitbegründerin der Kölner GOA (Gaststätten ohne Alkohol). Neben Restaurants, in denen kein Alkohol ausgeschenkt wurde, belieferte die GOA-Initiative mobil mit Fahrzeugen Veranstaltungen, Fabriken und Baustellen mit preiswertem, gesundem Essen. Sie setzte sich auch für die Einrichtung von sogenannten Erfrischungsräumen in Universitäts- und Gerichtsmensen ein.
Im Jahr 1927 gehörte sie mit Alice Neven DuMont, zahlreichen Künstlerinnen und Mäzenatinnen der Kölner Gesellschaft zu den Gründungsmitgliedern der Kölner Ortsgruppe der Künstlerinnenvereinigung GEDOK. Neben der sozialen Projektarbeit in Köln war Else Falk in zahlreichen überregionalen Vereinen und politischen Organisationen in Vorstandspositionen tätig, unter anderem im Allgemeinen Deutschen Frauenverein, in der Arbeitsgemeinschaft der Stadtverbände von Rheinland und Westfalen, im Rheinisch-Westfälischen Frauenverband sowie im Bund Deutscher Frauenvereine.
Nach der Zulassung von Frauen in politischen Parteien war Else Falk Vorsitzende der Nationalliberalen Frauengruppe. Im Jahr 1918 trat sie in die neu gegründete, linksliberale Deutsche Demokratische Partei ein. In Ausschüssen des Kölner Stadtrates vertrat sie die Interessen von Frauen und der armen Bevölkerung Kölns.
Besorgt über die politische Entwicklung in Deutschland gehörte sie 1932 zu den Mitunterzeichnerinnen eines Aufrufes der Kölner Frauenvereine gegen Hitlers Wahl zum Reichskanzler. Im gleichen Jahr trat sie in die Deutsche Staatspartei ein, die sich 1930 aus der Deutschen Demokratischen Partei neu gegründet hatte. Hier wurde sie als Hauptvertrauensfrau für den Wahlkreis Köln-Aachen gewählt.
Bereits zwei Wochen nach der Reichstagswahl im März 1933 wurde die Jüdin Else Falk gezwungen, vom Vorsitz des Stadtverbandes Kölner Frauenvereine zurückzutreten, den sie über 13 Jahre innehatte. Ihre Aufgaben übernahm Alice Neven-DuMont, die den von Else Falk gegründeten Müttererholungsverein am 18. Juli 1933 in die NS-Frauenschaft eingliederte.
Trotz der zunehmenden Ausgrenzung engagierte sich Else Falk weiterhin für die jüdischen Künstlerinnen, die aus der GEDOK aufgrund ihrer Glaubenszugehörigkeit ausgeschlossen wurden. Sie leitete von 1934 bis 1938 die Jüdische Kunstgemeinschaft in Köln. Bernhard und Else Falk wurden nach 1933 gezwungen, mehrfach in Köln die Wohnung zu wechseln. Während der Novemberpogrome 1938 wurde die Wohnung der Familie Falk vollständig verwüstet. Im Frühjahr 1939 emigrierte die Familie nach Belgien. Freunde der Familie gewährten der Familie in Brüssel, Rue du Beffroi 41, Unterschlupf und beschützten sie vor dem Zugriff der Gestapo. Ihr Mann Bernhard starb am 23. Dezember 1944 im Exil in Brüssel, das im September 1944 von den Alliierten befreit worden war. Nachdem sie nach dem Krieg keine familiären Bindungen nach Köln mehr hatte, ließ sie sich bei ihrem Sohn in Brasilien nieder. In São Paulo starb sie im Alter von 83 Jahren.

## Privatleben
Am 3. April 1894 heiratete Else Wahl in Barmen den Bergheimer Juristen Bernhard Falk. Aus dieser Ehe gingen vier Söhne hervor. Der älteste Sohn Alfred (geb. 1895) fiel im Januar 1917 als Offizier in der Jagdstaffel Manfred von Richthofens. Der zweitgeborene Sohn Fritz (geb. 1898), der mit Margarete Oevel verheiratet war, war als promovierter Jurist am Oberlandesgericht in Düsseldorf tätig. Am 11. September 1933 beging er – nach dem Entzug seiner Arbeitserlaubnis, zunehmend ausgegrenzt und gedemütigt – Selbstmord.
Ihr Sohn Ernst (1901–1978) arbeitete ebenfalls als promovierter Rechtsanwalt und musste, wie seine Eltern, 1939 nach Belgien emigrieren. Später flüchtete er über Frankreich nach Südamerika und ließ sich in Brasilien nieder. Seine Mutter folgte ihm nach dem Tod ihres Mannes, um den Rest ihres Lebens in São Paulo zu verbringen. Der jüngste Sohn Hermann (geb. 1905) promovierte ebenfalls und emigrierte 1932 nach Sydney.

## Ehrungen
Bereits 1930 wurde das von Wilhelm Riphahn und dem Verein der Post- und Telegrafenbeamtinnen errichtete Haus für berufstätige Frauen in der Bornheimer Straße 4 in Köln-Zollstock nach Else Falk benannt. Bei ihrem letzten Aufenthalt in Köln – sie besuchte 1952 die Stadt auf Einladung Konrad Adenauers – wurde an diesem Gebäude eine Gedenktafel errichtet und ein Festessen ihr zu Ehren gegeben.

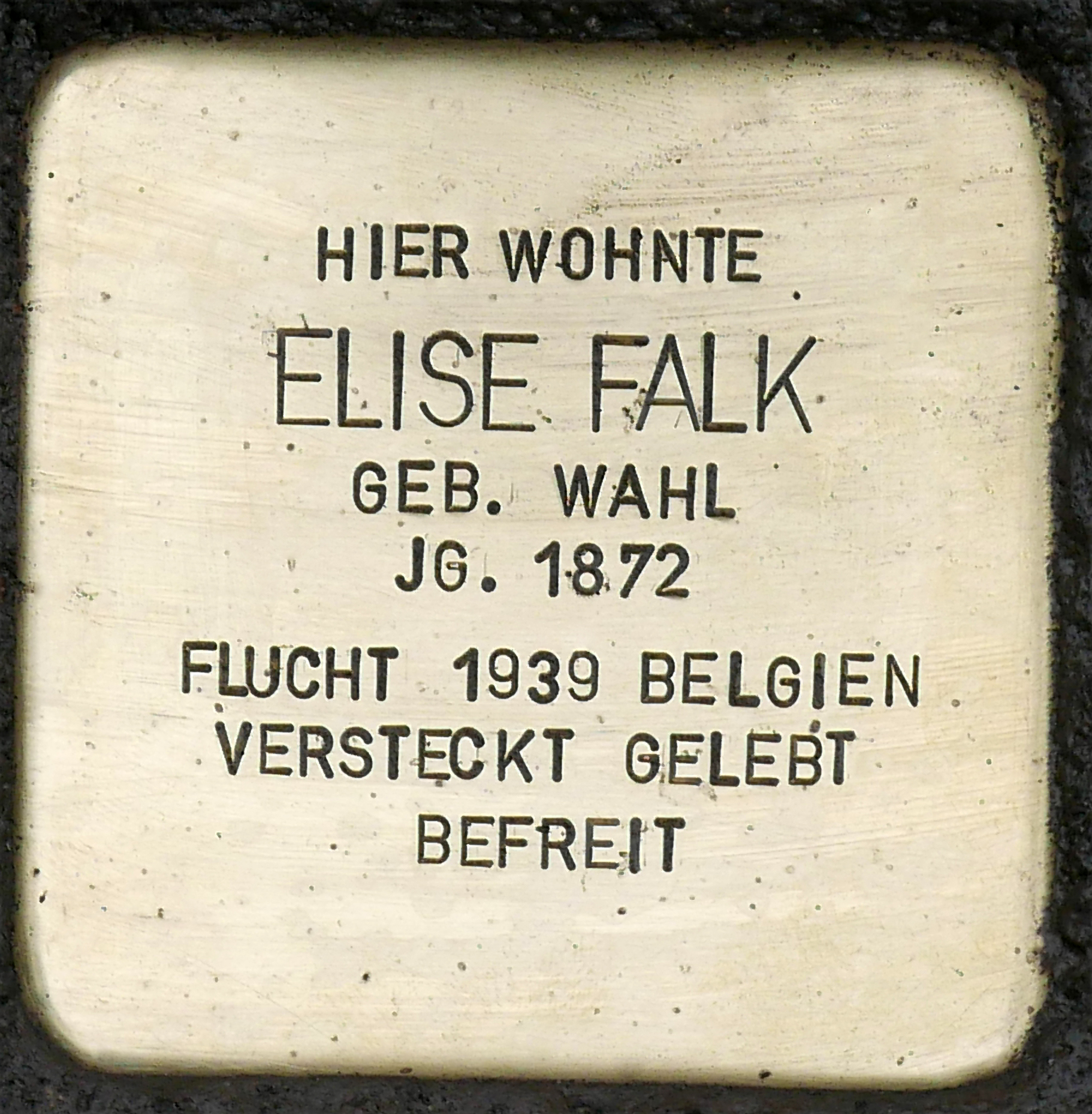
Stolperstein für El(i)se Falk, Novalisstraße 2 in Köln-Bayenthal

Auf Initiative des Kölner Frauengeschichtsvereins erinnert heute eine Straße in Köln-Longerich an die Sozialpolitikerin. Auf Anregung des Arbeitskreises Kölner Frauenvereinigungen (AKF Köln) beschloss die Stadt Köln im Juli 2019 einen Preis für herausragende Frauen- und Gleichstellungsarbeit auszuloben, der nach Else Falk benannt wird und mit 5000 Euro dotiert ist. Am 6. März 2020 wurde dieser Preis erstmals verliehen: an Frauke Mahr vom Kölner Verein Lobby für Mädchen e.V. Zweite Preisträgerin war 2022 die Deutsch-Iranerin Behshid Najafi, die sich gegen Benachteiligungen migrierter und geflüchteter Frauen engagiert. Dritte Preisträgerin ist 2024 Christiane Lehmann vom Handwerkerinnenhaus Köln.
Am 5. Oktober 2020 wurden vor dem langjährigen Wohnsitz der Familie Falk in Köln-Bayenthal – initiiert von der Sektion Rheinland-Köln des Deutschen Alpenvereins – durch den Künstler Gunter Demnig Stolpersteine zur Erinnerung an Else Falk, ihren Mann Bernhard und ihren Sohn Ernst Hermann verlegt.